# Discestra dianthi
Discestra dianthi är en fjärilsart som beskrevs av August Michael Tauscher 1809. Discestra dianthi ingår i släktet Discestra och familjen nattflyn. Inga underarter finns listade i Catalogue of Life.